# Espinho (Mangualde)
Espinho is een plaats (freguesia) in de Portugese gemeente Mangualde en telt 1226 inwoners (2001).